# Prionus townsendi
Prionus townsendi är en skalbaggsart som beskrevs av Thomas Casey 1912. Prionus townsendi ingår i släktet Prionus och familjen långhorningar. Inga underarter finns listade i Catalogue of Life.